# Воригінська
Воригінська (рос. Ворыгинская) — присілок в Вельському районі Архангельської області Російської Федерації.
Населення становить 23 особи. Входить до складу муніципального утворення Верхнєустькулойське муніципальне утворення.

## Історія
Від 1937 року належить до Архангельської області.
Від 2004 року належить до муніципального утворення Верхнєустькулойське муніципальне утворення.

## Населення
| 2002 | 2010 | 2012 | 2014 |
| ---- | ---- | ---- | ---- |
| 47   | ↘17  | ↗23  | →23  |